# Ашигалиев, Катауолла Миралиевич
Катауолла́ Мирали́евич Ашигали́ев (26.02.1948 —23.04.2021) — казахский государственный деятель.

## Биография
Катауолла Миралиевич Ашигалиев родился 26 февраля 1948 года.
Работа в автотранспортной сфере.
1986-1992. Заместитель председателя горисполкома г. Уральска. Курировал предприятия жизнеобеспечения областного центра, занимался его благоустройством.
В 1993-1994 гг. работал Акимом города Уральска.
С 1999 года депутат областного маслихата Западно-Казахстанской области.
В 1995 году организовал небольшое крестьянское хозяйство, которое в дальнейшем переросло в агрохолдинг «Акас».
В 2016 году  вошёл в состав Республиканской земельной комиссии от Западно-Казахстанской области.
Скончался 23 апреля 2021 г. от коронавирусной пневмонии.

## Научные труды
Ашигалиев К. М. Человеческие ресурсы в системе факторов экономического роста/ Диссертация на соискание ученой степени кандидата экономических наук / Саратов, 2003

## Награды и звания
Орден «Парасат»
Решением сессии Уральского городского маслихата от 28.02.2018 присвоено звание «Почётный гражданин города Уральска».